# إدوارد سارجنت
إدوارد سارجنت (بالإنجليزية: Edward Sargent)‏ هو مهندس معماري أمريكي، ولد في 1 نوفمبر 1842، وتوفي في 1914.